# Recensement du Canada de 1986
Le Recensement du Canada de 1986 est le dénombrement de la population et des exploitations agricoles, de même que certaines de leurs caractéristiques, mené par Statistique Canada sur l’ensemble du territoire canadien au 4 juin 1986. Cette 10e édition du recensement canadien suit celle de 1981. La population totale du pays selon ce dénombrement est de 25 309 330 habitants au 4 juin 1986.

## Méthodologie
Pour la première fois, une question porte sur les conjoints vivant en union libre. L'estimation des francophones peut différer selon la méthode. Statistique Canada emploie deux méthodes pondérant différemment les différentes variables relatives à la langue officielle parlée, soit la connaissance de l'anglais et du français, la langue  maternelle et la langue  habituellement parlée à la maison. Le nombre de francophones est inférieur lorsqu'on considère davantage la langue  parlée à la maison que la langue maternelle. Ainsi, en 1986, le Canada compte 6 306 455 francophones en privilégiant la langue maternelle et 6 102 195 francophones en considérant la langue parlée à la maison. Selon le critère de la langue parlée à la maison et en ajoutant les personnes parlant autant francais et anglais à la maison (296 830 personnes), les francophones sont au nombre de 6 250 610 personnes ou 25,0 % de la population canadienne.   

## Principaux résultats
Lors du recensement de 1986, la population dénombrée du Canada est de 25 309 330 habitants.
| Rang | Province ou territoire    | Population |
| ---- | ------------------------- | ---------- |
| 1    | Ontario                   | 9 101 695  |
| 2    | Québec                    | 6 532 460  |
| 3    | Colombie-Britannique      | 2 883 370  |
| 4    | Alberta                   | 2 365 830  |
| 5    | Manitoba                  | 1 063 015  |
| 6    | Saskatchewan              | 1 009 610  |
| 7    | Nouvelle-Écosse           | 873 175    |
| 8    | Nouveau-Brunswick         | 709 445    |
| 9    | Terre-Neuve-et-Labrador   | 568 350    |
| 10   | Île-du-Prince-Édouard     | 126 640    |
| 11   | Territoires du Nord-Ouest | 52 235     |
| 12   | Yukon                     | 23 505     |
|      | Canada                    | 25 309 330 |

La population urbaine représente plus des trois quarts (76 %) de la population totale.